# Parkersburg (Virginie-Occidentale)
Pour les articles homonymes, voir Parkersburg.
La ville de Parkersburg est le siège du comté de Wood, dans l’État de Virginie-Occidentale, aux États-Unis, à la confluence des rivières Ohio et Little Kanawha. Selon le recensement de 2010, sa population s’élève à 31 492 habitants, ce qui en fait la troisième ville de l’État après Charleston et Huntington.

## Histoire
Parkersburg, fondée à la fin du XVIIIe siècle, s’est d’abord appelée Newport. En 1810, elle adopte son nom actuel en hommage à Alexander Parker, un résident de la ville qui avait pris part à la guerre d’indépendance.
Au début des années 1980, la société DuPont acheta une surface de 66 hectares près de Parkersburg qui fut transformée en dépôt pour les déchets d’une de leurs usines dans la région, nommée Washington Works. Cette affaire a abouti à la définition d'une limite légale maximum pour la concentration des déchets toxiques dans l'eau, et la lutte des victimes est racontée dans le film Dark Waters sorti en 2019.

## À noter
Le Bureau de la dette publique, qui dépend du département du Trésor, a son siège à Parkersburg.
Bubble, le film de Steven Soderbergh, y a été tourné et présenté en avant-première le 12 janvier 2006. Les acteurs sont principalement des habitants de la ville.

## Presse
Le journal local est The Parkersburg News.

## Galerie photographique

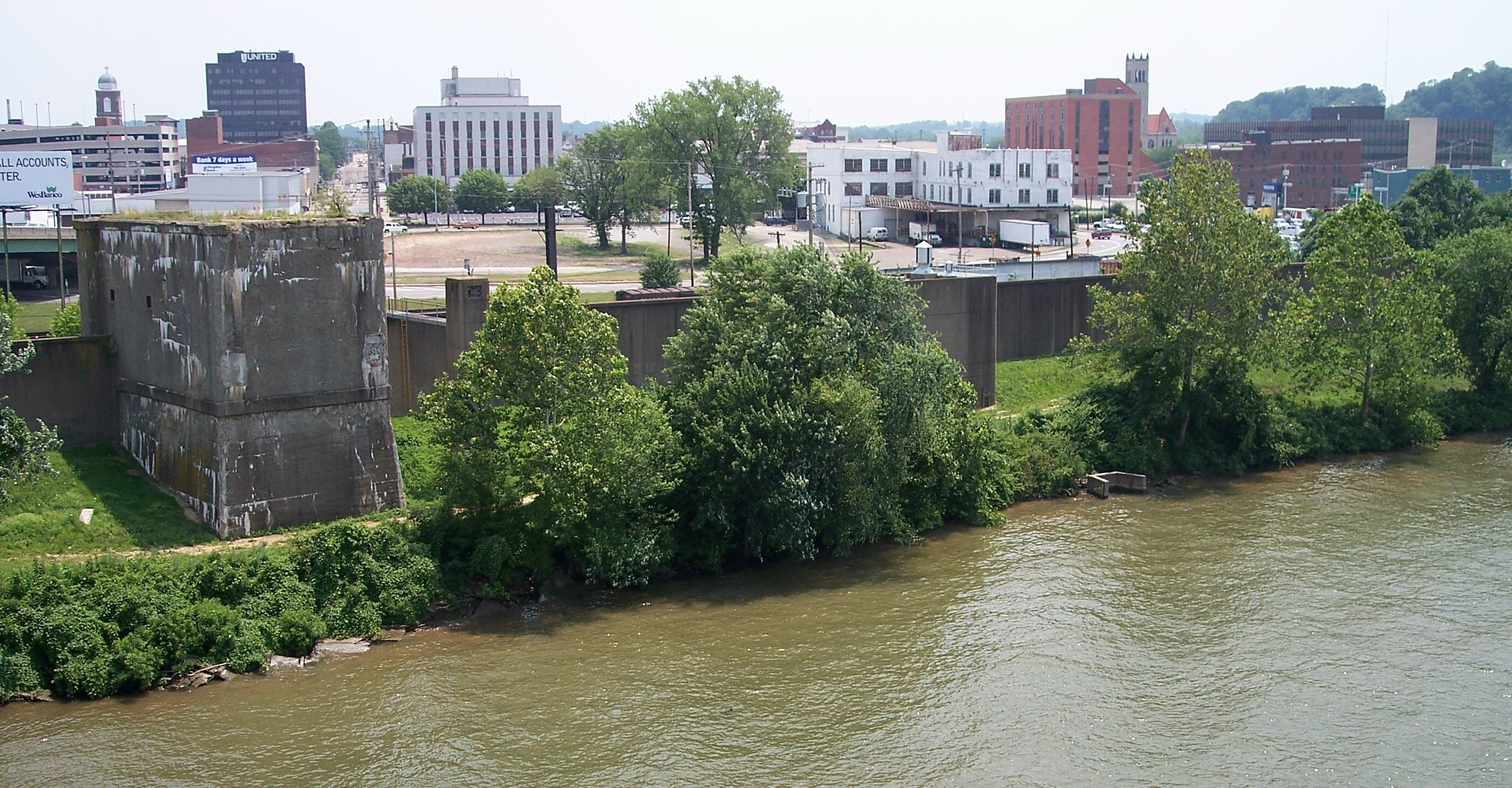
Le centre-ville de Parkersburg en 2006.
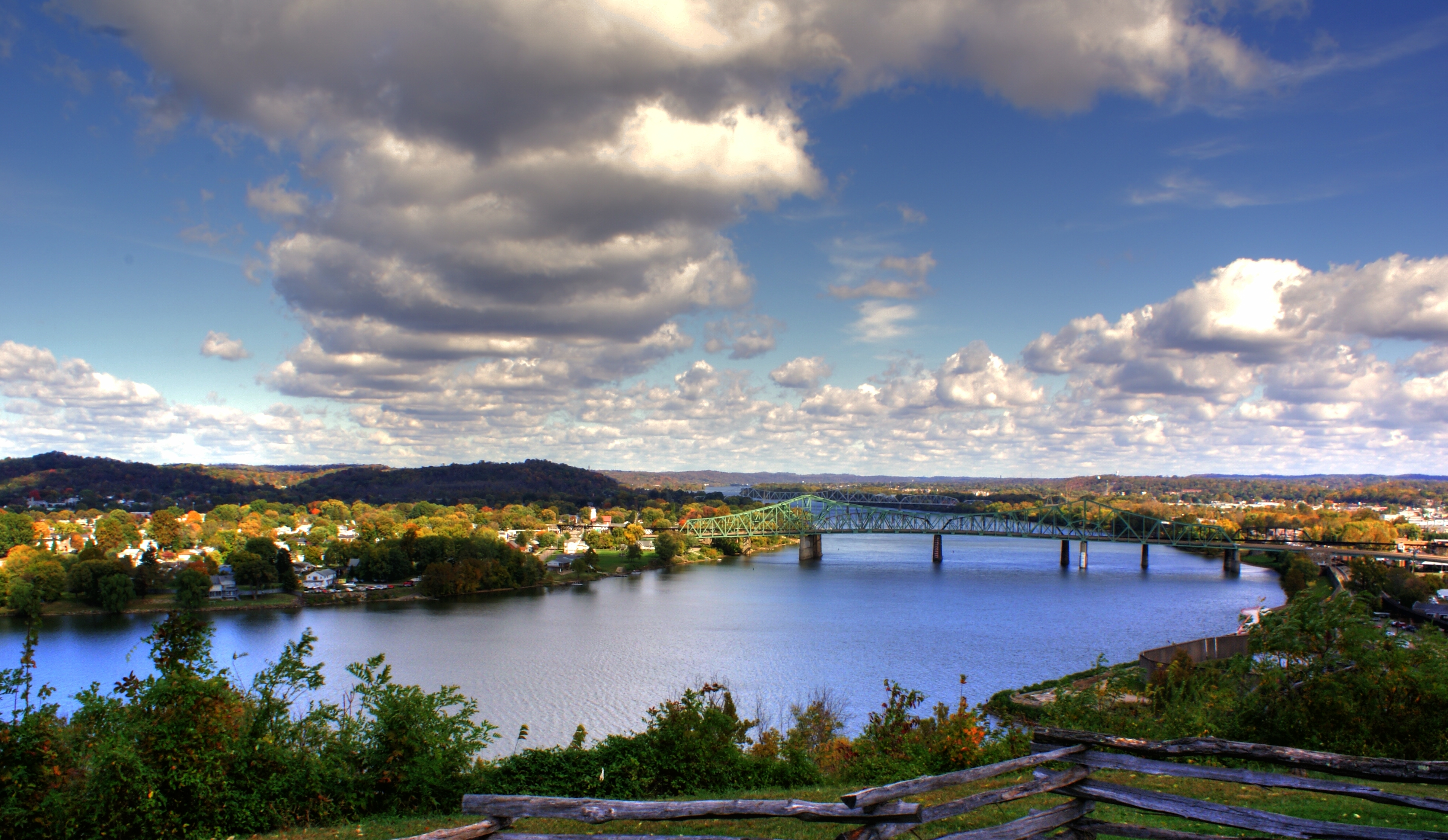
Fort Boreman Park.
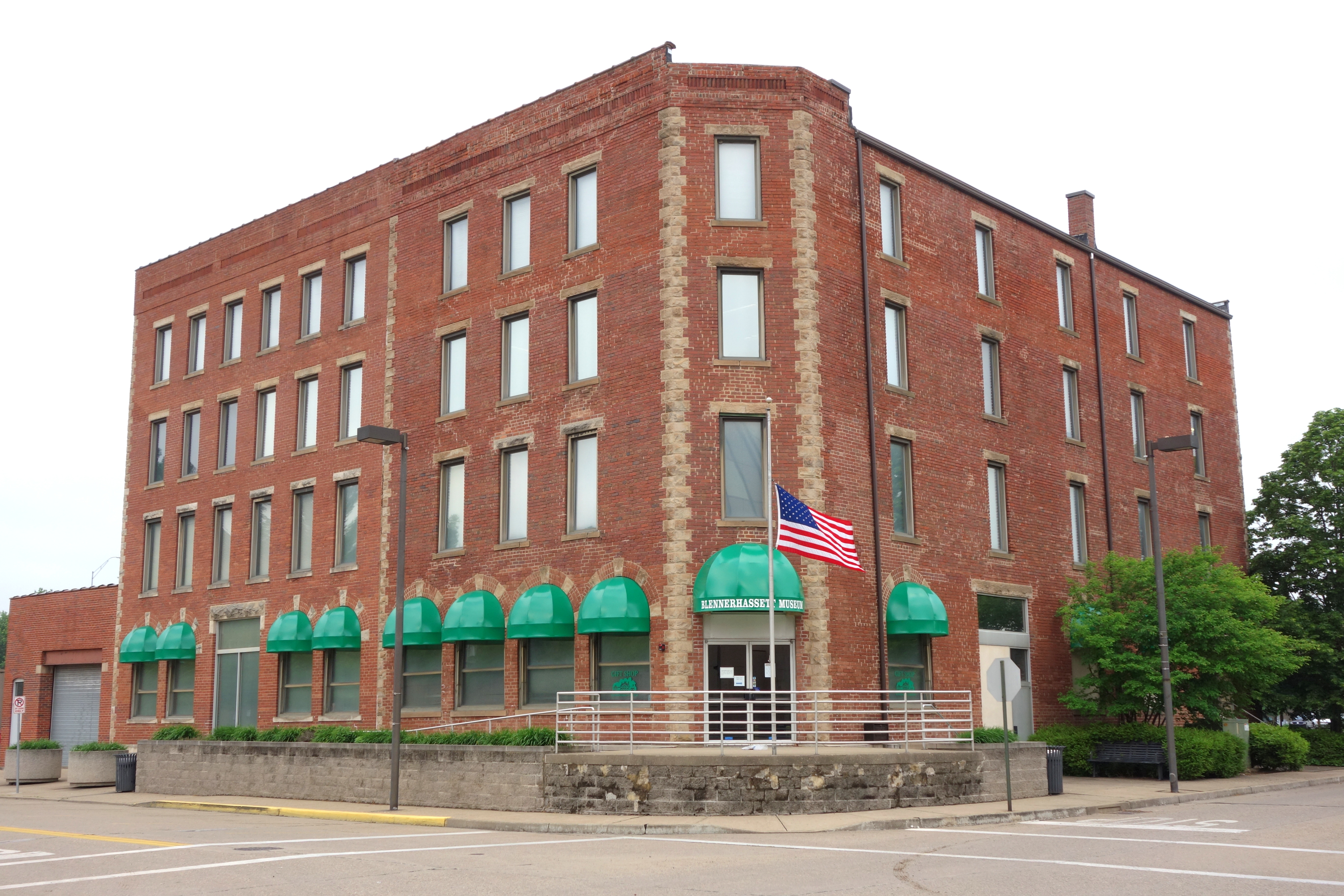
Blennerhassett Museum.
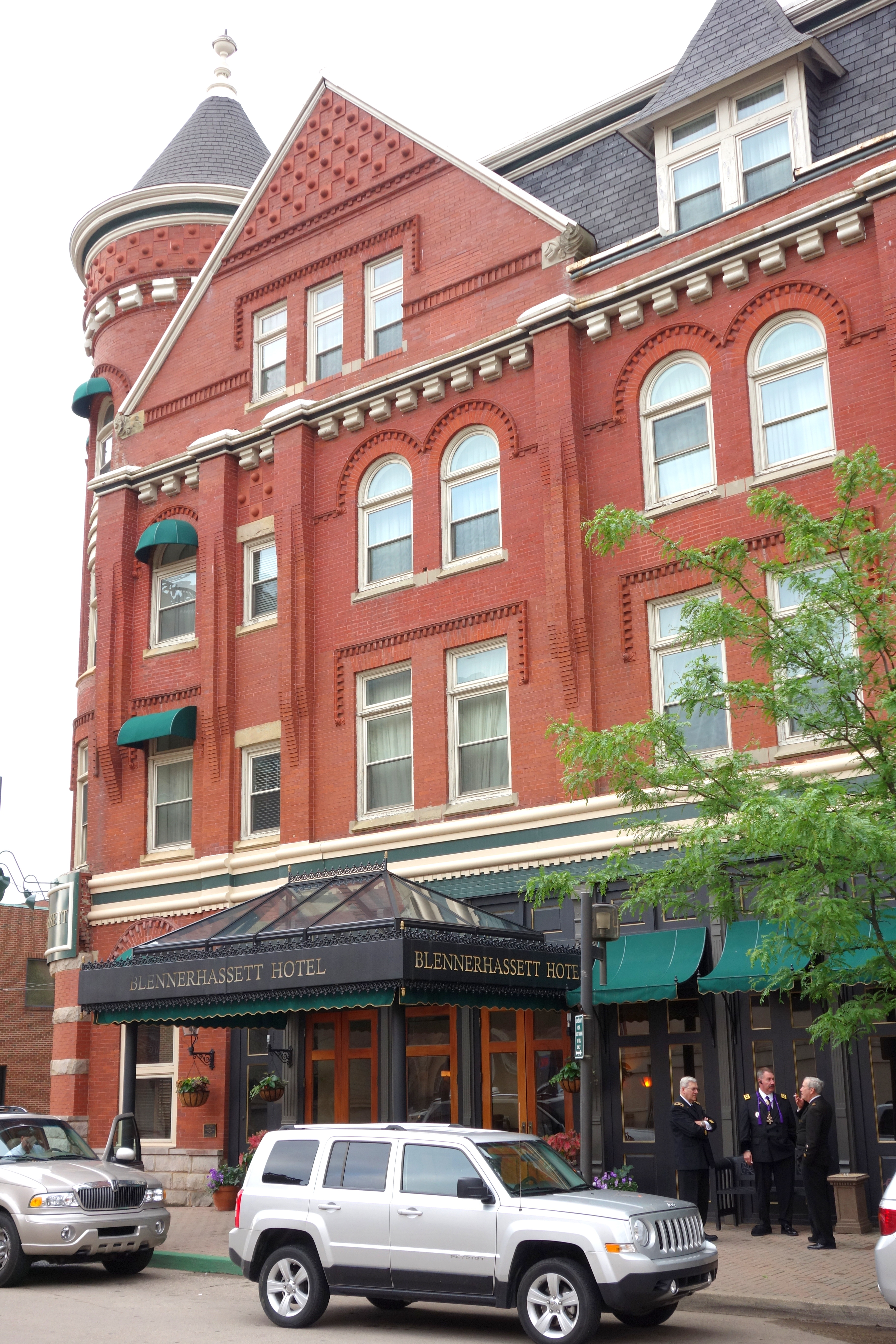
Hôtel Blennerhassett.

## Source
- (en) Cet article est partiellement ou en totalité issu de l’article de Wikipédia en anglais intitulé « Parkersburg, West Virginia » (voir la liste des auteurs).

1. ↑  (en) « Lifetime Health Advisories and Health Effects Support Documents for Perfluorooctanoic Acid and Perfluorooctane Sulfonate », sur Federal Register, 25 mai 2016 (consulté le 14 novembre 2023).
2. ↑  Valérie de Graffenried, « «Nous avons un taux élevé de cancers atypiques ici» », Le Temps,‎ 25 février 2020 (lire en ligne, consulté le 14 novembre 2023).
3. ↑  (en) N. Rich, « The Lawyer Who Became DuPont’s Worst Nightmare », New York Times,‎ 10 janvier 2018 (lire en ligne)
4. ↑  (en) « Population and Housing Unit Estimates » (consulté le 18 juillet 2019)
5. ↑  (en) Bureau du recensement des États-Unis, « Census of Population and Housing » [archive du 26 avril 2015] (consulté le 27 août 2013)
6. ↑  (en) « Population Estimates » [archive du 22 mai 2015], Bureau du recensement des États-Unis (consulté le 19 juin 2015)